# Centaurea exarata
Centaurea exarata — вид квіткових рослин айстрових (Asteraceae). Ареал пд. Португалія, пд.-зх. Іспанія.

## Морфологічна характеристика
Багаторічник павутинний. Стебла заввишки до 60(100) см, прямовисні, у верхній половині зазвичай гіллясті. Листки залозисті; прикореневі зворотноланцетні, цілісні, рідше виїмчасто-зубчасті; стеблові від лінійно-ланцетних до лінійних. Квіткова голова поодинока. Обгортка 14–18 × 12–16 мм, яйцеподібна або циліндрична. Квітки рожеві, двостатеві, з трубкою 7–9 мм і пластиною 8–12 мм. Сім'янки 2,6–3,3 мм, яйцеподібні, злегка ворсинчасті. 2n = 22. Цвіте і плодоносить з червня по липень.

## Середовище
Населяє трав'янисті місцевості піщаних і вологих понижень.